# Warszawa Szczęśliwice
Warszawa Szczęśliwice (poprzednia nazwa: Szczęśliwice) – stacja kolejowa zlikwidowana w styczniu 1975 roku.
Została wybudowana w 1927 roku. Znajdowała się w dzielnicy Ochota, na osiedlu Szczęśliwice, przy ulicy Drawskiej pomiędzy ul. Włodarzewską a linią kolejową radomską.
W 1932 roku zostało wybudowane odgałęzienie do stacji Warszawa Włochy EKD (zlikwidowane w 1971 roku).